# Antony Starr

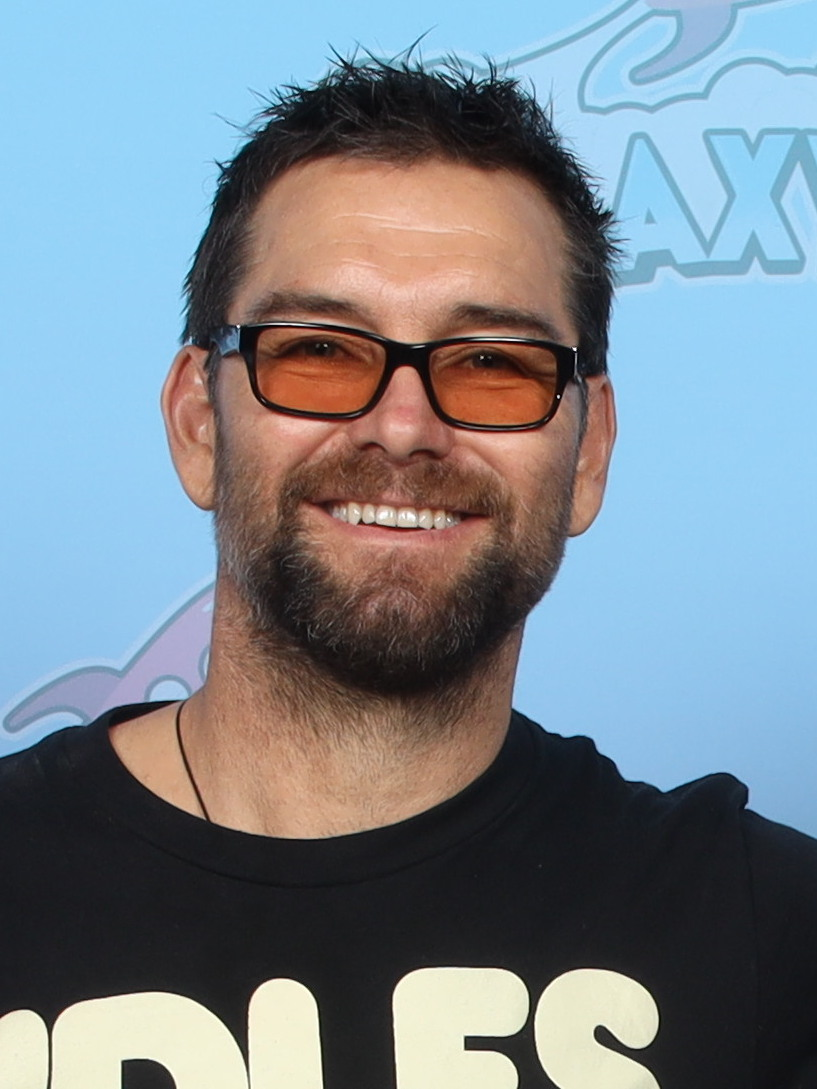
Antony Starr (2024)

Antony Starr (* 25. Oktober 1975) ist ein neuseeländischer Schauspieler. In seiner Heimat ist er vor allem durch seine Doppelrolle in der Fernsehserie Outrageous Fortune bekannt. Von 2013 bis 2016 spielte Starr die Hauptrolle in Banshee – Small Town. Big Secrets., die auf dem Sender Cinemax lief. Große Bekanntheit erlangte er durch seine Rolle als Homelander in der US-Fernsehserie The Boys.

## Karriere
Antony Starr begann seine Schauspielkarriere 1995 mit einer kleinen Rolle in der neuseeländischen Seifenoper Shortland Street. 1995 und 1996 hatte er Gastrollen in Xena – Die Kriegerprinzessin. 2001 übernahm er in der Fernsehserie Mercy Peak die Rolle des Todd Van der Velter, die er in allen drei Staffeln spielte.
Im selben Jahr kehrte Starr für einige Wochen zu Shortland Street zurück, wo er den Bruder von Waverley Harrison spielte. Danach übernahm er Rollen in Hard Out, Street Legal und Serial Killers. 2004 spielte er in der US-amerikanischen Abenteuerkomödie Trouble ohne Paddel mit. Im selben Jahr übernahm er eine Rolle in dem von Kritikern hochgelobten Film Als das Meer verschwand. 2005 spielte er zusammen mit Anthony Hopkins in dem Film Mit Herz und Hand. Von 2005 bis 2010 stand Starr ebenfalls für die Fernsehserie Outrageous Fortune als die Zwillinge Van West/Jethro West vor der Kamera. 2011 spielte er die Rolle des Senior Sergeant Charlie Lewis in der vierten (und letzten) Staffel der australischen Polizeiserie Rush.
In der Fernsehserie Banshee – Small Town. Big Secrets. (2013–2016) übernahm Starr die Hauptrolle als nach 15 Jahren aus dem Gefängnis entlassener Meisterdieb, der die Identität des designierten Sheriffs des (fiktiven) Örtchens Banshee im Amish-Land Pennsylvania annimmt.
Seit 2019 spielt er in der Serie The Boys den psychopathischen Superhelden Homelander. Im März 2022 wurde Starr in Spanien, wo er sich zu Dreharbeiten aufhielt, wegen Körperverletzung nach einer – durch ihn im betrunkenen Zustand begonnenen – Schlägerei, zu einer 12-monatigen Bewährungsstrafe und zu einer Strafzahlung von knapp 7200 Euro verurteilt.

## Filmografie (Auswahl)
- 1995–1996: Xena – Die Kriegerprinzessin (Xena: Warrior Princess, Fernsehserie, 2 Episoden)
- 1996, 2001: Shortland Street (Seifenoper)
- 2001–2003: Mercy Peak (Fernsehserie, 21 Episoden)
- 2003: Terror Peak (Fernsehfilm)
- 2003: Skin & Bone
- 2004: Serial Killers (Fernsehserie, Episode 1x01)
- 2004: Als das Meer verschwand (In My Father’s Den)
- 2004: Trouble ohne Paddel (Without a Paddle)
- 2004: Not Only But Always (Fernsehfilm)
- 2005: Mit Herz und Hand (The World’s Fastest Indian)
- 2005–2010: Outrageous Fortune (Fernsehserie, 107 Episoden)
- 2006: No. 2
- 2010: After the Waterfall
- 2010: Spies and Lies (Fernsehfilm)
- 2011: Rush (Fernsehserie, 13 Episoden)
- 2011: Wish You Were Here
- 2011: Bliss: The Beginning of Katherine Mansfield (Fernsehfilm)
- 2012: Tricky Business (Fernsehserie, 13 Episoden)
- 2013–2016: Banshee – Small Town. Big Secrets. (Banshee, Fernsehserie, 38 Episoden)
- 2016: American Gothic (Fernsehserie, 13 Episoden)
- seit 2019: The Boys (Fernsehserie)
- 2022: The Boys Presents: Diabolical (Fernsehserie, 2 Episoden)
- 2023: Der Pakt (Guy Ritchie’s The Covenant)
- 2023: Knock Knock Knock (Cobweb)
- 2023: Gen V (Fernsehserie, Episode 1x08)
- 2025: G20

## Auszeichnungen
- 2013: AACTA Award als bester Nebendarsteller in Wish You Were Here
- 2013: Film Critics Circle of Australia Award als bester Nebendarsteller in Wish You Were Here
- 2021: Critics’ Choice Super Award als bester Schauspieler in einer Superheldenserie in The Boys
- 2021: Critics’ Choice Super Award als bester Bösewicht in einer Fernsehserie in The Boys